# Cardiochiles calvus
Cardiochiles calvus är en stekelart som beskrevs av Trevor Huddleston och Walker 1988. Cardiochiles calvus ingår i släktet Cardiochiles och familjen bracksteklar. Inga underarter finns listade.